# Чараяве
Чараяве (на испански: Charallave) е град в северна Венецуела, административен център на община Кристобал Рохас в щата Миранда. Населението му е 117 594 души (по данни от 2011 г.).
Разположен е на 315 m надморска височина в подножието на Андите, на 30 km южно от столицата Каракас. Селището е основано през 1681 година.